# Chemin de fer à vapeur des Trois Vallées
Le Chemin de fer à Vapeur des Trois Vallées (« CFV3V ») est un chemin de fer touristique belge, créé en 1973, qui exploite, en Région wallonne, un tronçon de 14 km (à voie normale) entre Mariembourg et Treignes sur une petite section de la ligne 132 (Charleroi - Vireux-Molhain, en France).
L'association sans but lucratif dispose d'un important patrimoine de matériel roulant ferroviaire historique, originaire de plusieurs pays (Belgique, France, Luxembourg, Allemagne et Pologne), il organise chaque année (le 4e weekend de septembre), un « Festival Vapeur » très apprécié de nombreux amateurs.

## Le train touristique

### La ligne Mariembourg - Treignes
La ligne du « CFV3V » se détache de celle de la SNCB au niveau de l'ancien dépôt de la gare de Mariembourg. Ce dépôt est le cœur même de l'asbl (association sans but lucratif). Elle y utilise l'ancienne rotonde aux murs de brique et sa toiture de béton pour y abriter une partie des collections. C'est la toute dernière rotonde ferroviaire encore en service subsistant en Belgique (bâtiment classé).
La ligne à voie unique parcourt une partie pittoresque de l'Entre-Sambre-et-Meuse, desservant les gares de Nismes, Olloy-sur-Viroin, Vierves-sur-Viroin et la monumentale gare de Treignes, conçue comme gare frontière et paraissant démesurée par rapport à l'importance du bourg.

### Les ouvrages d'art
Vingt-huit ouvrages d'art ont été construits sur les 14 kilomètres de la ligne. Il faut notamment remarquer le tunnel des « Abannets » (qui signifie « interdire »), de 485 mètres de long. C'est l'unique tunnel de la ligne entre Mariembourg et Treignes.

### Les circulations
Le train touristique circule pendant la belle saison (entre avril et octobre) tous les week-ends et durant les périodes de congés scolaires (circulations intensives en juillet et août) en autorail (ou en locomotive diesel) et en train à vapeur.
Il existe également plusieurs trains spéciaux annuels, qui sont autant d'occasions de mettre en valeur la collection de matériel roulant de l'association.
Durant l'inter-saison (entre novembre et mars), il n'y a pas de circulation touristique, mais les bénévoles de l'association travaillent à l'entretien de la ligne et du matériel roulant.

### Les événements
Le « CFV3V » organise des événements tout au long de l'année (trains ou journées à thèmes).
Voici la liste complète :
- Le Train « de la Saint-Valentin » : Cet événement à lieu à la mi-février.
- Le Train « de Pâques » : Cet événement à lieu au début avril.
- Le Train restaurant « Barbecue » : Cet événement à lieu au début juin.
- La « Journées du Modélisme » : Cet événement à lieu le 21 juillet.
- Le « Festival Diesel » : Cet événement à lieu à la fin juillet.
- Le « Marché Artisanal » : Cet événement à lieu au début août.
- Le Train restaurant « Produits du Terroir » : Cet événement à lieu au début septembre.
- Le « Festival Vapeur » : Cet événement à lieu le 4e week-end de septembre.
- Le Train « d'Halloween » : Cet événement à lieu à la fin octobre.
- Le Train « du Père Noël » : Cet événement à lieu au début décembre.

### Les tournages de films, émissions, publicités,etc.
Le « CFV3V », également connu pour son ambiance d'antan, s'avère idéal pour réaliser des films (ou séquences de films), émissions, publicités, etc.
 En voici une liste (non-exhaustive) :
- Le Lac Noir (1982) ;
- Les Cerfs Volants (1983) ;
- Le Maître de musique (1988) ;
- Le Brasier (1989) ;
- Daens (1993) ;
- Le Président et la Garde-Barrière (1994) ;
- Les Vacances de Maigret (1994) et L'inspecteur cadavres (1995) ;
- Le Pantalon (1997) ;
- Une chinoise devant les fusils de la Gestapo (2001) ;
- Les Thibaults (2002) ;
- Mr Nobody (2009) ;
- Walter Süsking (2011) ;
- De Elfenheuvel (2012) ;
- Le Voyage de Fanny (2016) ;
- Les 12 Travaux de Michel Daerden (2009) ;
- Publicités pour les chocolats Godiva et la bière Bush (1 bière - 1 gare), etc.

## Les collections
Sur le site de Mariembourg et au musée à Treignes se trouvent :
- 19 locomotives à vapeur, dont 2 en service ;
- 15 locomotives diesel, dont 7 en service ;
- 9 autorails, dont 3 en service ;
- 7 types de voitures à voyageurs (GCI, P, N, L, K1, K3 et M1), dont 6 en service.

Les listes suivantes ne sont pas exhaustives et devront être complétées ou actualisées au fil du temps (dernière actualisation en septembre 2024),:

### Locomotives à vapeur
| Matricule (noms)                                                     | Constructeur et date                                                                   | État actuel                                                                                            | Origine et informations techniques | Photo |
| -------------------------------------------------------------------- | -------------------------------------------------------------------------------------- | --- | --- | ----- |
| Chaudière verticale de type III - DG 22 dite « Micheline » (no 2851) | Cockerill (Seraing - Belgique), 1913                                                   | Hors-service depuis 2013 (exposée au musée de Treignes).                                               | - Locomotive de type 020T (locomotive-tender) à chaudière verticale. - D'abord utilisée par les « Ateliers Heuze, Malevez et Simon Réunis » (Auvelais) entre 1913 et fin 1955, puis par les Établissements Adhémar Demanet (Gosselies) jusqu’en 1979. - Acquise et transférée les 26 et 27 décembre 1980 (tractée par l’autorail de l'association 551.662), elle reçoit le nom de « Micheline » lors de son baptême et effectue quelques trajets avec des voitures GCI ou les remorques de Schienenbus. - De 1987 à 1993 elle est arrêtée, à la suite du décès d'un des deux membres de son équipe. Elle est ensuite réactivée et repeinte en livrée chocolat pour le festival vapeur de 1993. - Elle roule encore sporadiquement jusqu'en 2013 puis est arrêtée, à la suite d'un souci de colonne d'échappement (« maladie » bien connue des locomotives de type « Bouteilles »). - 5 m, 10 t, vitesse maximum : 30 ch. - Timbre chaudière : 10 kg/cm2. - Capacité de la soute à charbon : 500 kg. - Capacité de la soute à eau : 1 500 L (1,5 m3). |       |
| PF 84 (no 3398)                                                      | Ateliers de la Meuse (Liège - Belgique), 1930                                          | Hors-service (exposée devant la cafétéria à Mariembourg).                                              | - Locomotive de type 020T (locomotive-tender). - Elle commence sa carrière à l'usine Pieux Franki à Liège (où elle portait le numéro 84). - Vendue en 1940 au « Charbonnage de Wérister ». - Transférée en 1988 au « MSTB » (Bruxelles). - Acquise en 1990. - 0,0 m, 00 t, vitesse maximum : 00 km/h. - Capacité de la soute à charbon : 000 kg. - Capacité de la soute à eau : 0 000 L (0,0 m3). |       |
| SNCV HL.808 dite "Louise" (no 941)                                   | Société de Saint-Léonard (Liège - Belgique), 1894                                      | Hors-service (exposée au musée de Treignes).                                                           | - Locomotive Vicinale (bicabine) de type 10 (030T - locomotive-tender) à voie normale (1,435 m). - Elle est utilisée sur la ligne entre Groenendael et Overijse entre le 12 juillet 1894 jusqu'en 1960. - Elle remorque des trains de voyageurs jusqu’en 1949 et des convois de marchandises jusqu’en 1960. - Propriété de "l’AMUTRA", elle est garée froide en bon état. - Elle est acquise et transférée par transport routier le 12 septembre 1985 (également restaurée cette année là). - Remise en service pour le "Festival Vapeur" de 2007. - Cette locomotive est la plus ancienne gérée par l'association. - 7,2 m, 23 t (28,5 t en ordre de marche), vitesse maximum : 30 km/h. - Timbre chaudière : 10,3 kg/cm2. - Capacité de la soute à charbon : 1 t. - Capacité de la soute à eau : 2 950 L (2,9 m3). |       |
| AD 05 (no 2007)                                                      | Ateliers métallurgiques de Tubize (Belgique), 1926                                     | Hors-service depuis fin septembre 2023 (en attente d'une révision complète).                           | - Locomotive de type 030T (locomotive-tender). - Elle est utilisée par le "Charbonnage André Dumont" (Waterschei) entre 1926 et 1978. - Acquise en 1978. - Après une restauration complète (commencé en 2002), elle reprend du service lors du "Festival Vapeur" de 2009 jusqu'à celui de 2023. - 9 m, 34 t, vitesse maximum : 40 km/h (173 ch). - Timbre chaudière : 12,5 kg/cm2. - Capacité de la soute à charbon : 00 t. - Capacité de la soute à eau : 0 000 L (0,0 m3). |       |
| AD 09 dite "Françoise" (no 4672)                                     | Ateliers de la Meuse (Liège - Belgique), 1951                                          | Opérationnelle (depuis 2024).                                                                          | - Locomotive de type 040T (locomotive-tender). - Elle est utilisée par le "Charbonnage André Dumont" (Waterschei) entre 1951 et 1980. - Acquise et transférée par ses propres moyens à Mariembourg le 20 septembre 1980. - Elle a participé au film Le Brasier en décembre 1989. - Arrêtée depuis 1998 à la suite d'avaries. - Entièrement restauré pour le "Festival Vapeur" de 2024 (en remplacement des locomotives SA01 & AD05 qui sont hors services), avec une chaudière de rechange et repeinte dans une livrée "bleue foncée". - 00,00 m, 55 t, vitesse maximum : 40 km/h. - Timbre chaudière : 12,25 kg/cm2. - Capacité de la soute à charbon : 0 t. - Capacité de la soute à eau : 0 000 L (0,0 m3). |       |
| MF 32 (no 792)                                                       | FUF HSP (Belgique), 1904                                                               | Hors-service (épave, en attente d'une restauration complète).                                          | - Locomotive de type 020T (locomotive-tender). - Elle est utilisée par le Charbonnage de Monceau Fontaine entre 1904 et 1980. - Acquise en 1980. - 0,0 m, 19,5 t, vitesse maximum : 54 ch. - Timbre chaudière : 11 kg/cm2. - Capacité de la soute à charbon : 0 t. - Capacité de la soute à eau : 0 000 L (0 m3). |       |
| MF 34 (no 277)                                                       | FUF HSP (Belgique), 1887                                                               | Hors-service (épave, en attente d'une restauration complète).                                          | - Locomotive de type 020T (locomotive-tender). - Elle est d'abord utilisée par le "Charbonnage du Bois-du-Luc" entre 1987 et 1950. - Transférée ensuite au Charbonnage de Monceau Fontaine qui l'utilisent jusqu'en 1980. - Acquise en 1980. - 0,0 m, 20 t, vitesse maximum : 00 km/h. - Timbre chaudière : 00 kg/cm2. - Capacité de la soute à charbon : 0 t. - Capacité de la soute à eau : 0 000 L (0 m3). |       |
| MF 62 (no 44883)                                                     | Baldwin Locomotive Works (États-Unis), 1916                                            | Hors-service (épave, en attente d'une restauration complète, en projet, exposée au musée de Treignes). | - Locomotive de type 020T (locomotive-tender). - Locomotive construite pour le Railway Operating Division sous le no 44883 lors de la Première Guerre mondiale. - Cette locomotive de manœuvres est une ancienne « Type 50 » de la SNCB (ex Chemins de fer de l'État belge no 4776). - Après sa revente en 1926 au Charbonnage de Monceau Fontaine, sa soute en forme de selle a été remplacée par deux soutes latérales en 1948. - Acquise en 1980. - 8,3 m, 32 t, vitesse maximum : 00 km/h. - Timbre chaudière : 8 kg/cm2 (12 bar à l'origine). - Capacité de la soute à charbon : 900 kg. - Capacité de la soute à eau : 4 500 L (4,5 m3). |       |
| MF 73 dite "Mimie" (no 1756)                                         | UMH (Couillet - Belgique), 1922                                                        | Hors-service (en attente d'une restauration complète, en projet, exposée au musée de Treignes).        | - Locomotive de type 030T (locomotive-tender). - Elle fut utilisée par le Charbonnage de Monceau Fontaine entre 1922 et 1975. - Acquise en 1975, elle est transférée jusqu’à Walcourt le 27 décembre de cette même année. Ce n’est que le 6 mars 1976 qu’elle est transférée jusqu’à Mariembourg. - C'est cette locomotive qui inaugure officiellement la ligne Mariembourg-Treignes le 27 mars 1976 en tête d’une rame de voitures CGI. - 0,0 m, 36,5 t, vitesse maximum : 00 km/h (244 ch). - Timbre chaudière : 12 kg/cm2. - Capacité de la soute à charbon : 0 t. - Capacité de la soute à eau : 0 000 L (0 m3). |       |
| SA 01 dite "Monique" (no 2596)                                       | Anglo-Franco-Belge des Ateliers de La Croyère - Seneffe et Godarville (Belgique), 1945 | Hors-service depuis fin septembre 2023 (exposée au musée de Treignes).                                 | - Locomotive de type 030T (locomotive-tender). - Elle est utilisée par la "SAFEA" (Société Anonyme de Fabrication d'Engrais Azotés) à Houdeng-Goegnies entre 1945 et 1978. - Acquise et transférée par ses propres moyens jusqu’à Mariembourg le 26 août 1978. - Elle a été mise hors-service fin 2006. - Après une restauration complète (nouvelle chaudière), elle a repris du service lors du "Festival Vapeur" de 2010 jusqu'à celui de 2023 où elle est définitivement retirée du service. - 0,0 m, 36 t, vitesse maximum : 40 km/h. - Timbre chaudière : 13 kg/cm2. - Capacité de la soute à charbon : 0 t. - Capacité de la soute à eau : 0 000 L (0 m3). |       |
| SA 02 (no 2590)                                                      | Anglo-Franco-Belge (Belgique), 1945                                                    | Hors-service (épave).                                                                                  | - Locomotive de type 030T (locomotive-tender). - Elle est utilisée par la "SAFEA" (Société Annonyme de Fabrication d'Engrais Azotés) entre 1945 et 1978. - Acquise en 1978. - Jugée irréparable, il est prévu qu'elle sera restaurée et présentée de manière didactique dans le musée de Treignes dans quelques années. - 0,0 m, 36 t, vitesse maximum : 40 km/h. - Timbre chaudière : 12 kg/cm2. - Capacité de la soute à charbon : 0 t. - Capacité de la soute à eau : 0 000 L (0 m3). |       |
| SA 03 (no 2002)                                                      | Ateliers métallurgiques de Tubize (Belgique), 1929                                     | Hors-service (exposée au musée de Treignes).                                                           | - Locomotive de type 030T (locomotive-tender). - Elle est utilisée par la "SAFEA" (Société Annonyme de Fabrication d'Engrais Azotés) entre 1929 et 1980. - Acquise en 1980. - 0,0 m, 29 t, vitesse maximum : 40 km/h (208 ch). - Timbre chaudière : 12 kg/cm2. - Capacité de la soute à charbon : 1 t. - Capacité de la soute à eau : 4 000 L (4 m3). |       |
| NE61 dite "André Chapelon" (no 8099)                                 | SACM (Graffenstaden - France), 1952                                                    | Opérationnelle (depuis 2021).                                                                          | - Locomotive de type 040T (locomotive-tender). - Locomotive originaire des Aciéries de Neunkirchen (de) dans la Sarre (Allemagne) jusqu'au 28 juin 1969. - Acquise en 1978, elle est transférée par le rail et arrive à Mariembourg le 11 août 1984. - Elle a participé au film "Le Brasier" en décembre 1989. - Elle est mise hors-service en 2008 pour effectuer une révision complète (dont le remplacement de la chaudière). - Après une restauration qui aura duré un peu plus de 12 ans, elle est remise en service en août 2021. - 11 m, 58,8 t, vitesse maximum : 50 km/h. - Timbre chaudière : 14 kg/cm2. - Capacité de la soute à charbon : 2,5 t. - Capacité de la soute à eau : 6 400 L (6,4 m3). |       |
| ELNA no 158                                                          | Henschel (Cassel - Allemagne), 1940                                                    | Hors-service depuis 2015 (en cours de restauration complète).                                          | - Locomotive de type 130T (locomotive-tender de type BR 91). - Le nom « ELNA » est en fait l’acronyme de « Engere Lokomotiv NormenAusschuss » (petite locomotive standardisée). - Ex no 154 avant 1986. - Elle est utilisée initialement sur le « Teutoburger Wald-Eisenbahn » de 1940 à 1954 puis sur le « Kaldenkirchen - Brüggen » de 1954 à 1972 et enfin au Stoomtrein Goes-Borsele (Pays-Bas). - Acquise en 1983, elle reprend du service en 1990. - Timbre chaudière : 12 kg/cm2. - 9,8 m, 42 t (54 t en ordre de marche), vitesse maximum : 65 km/h. - Capacité de la soute à charbon : 1,2 t. - Capacité de la soute à eau : 5 000 L (5 m3). |       |
| DR - BR 64.250 dite "Bernadette"                                     | Henschel (Cassel - Allemagne), 1933                                                    | Opérationnelle (depuis août 2023).                                                                     | - Locomotive de type 131T (locomotive-tender). - Surnommée : "Bubikopf" (du nom d'une coiffure à la mode à la fin des années 1920). - Achetée à l’état de ferraille auprès de la Deutsche Bahn en 1986. - Elle a est entièrement remise à neuf, après plus de 7 années de travail et reprend du service en 1994. - Mise hors service brutalement à la suite d'un incident interne survenu lors du "Festival Vapeur" du Stoomtrein Maldegem-Eeklo en mai 2016. - 12,5 m, 45,5 t (75 t en ordre de marche), vitesse maximum : 90 km/h (950 ch). - Timbre chaudière : 14 kg/cm2. - Capacité de la soute à charbon : 3 t. - Capacité de la soute à eau : 9 000 L (9 m3). |       |
| PKP TKT 48-87                                                        | Usines Staline (Poznań - Pologne), 1952                                                | Hors-service depuis la fin 2021 (en attente d'une révision complète, exposée au musée de Treignes).    | - Locomotive de type 141T (locomotive-tender). - Acquise en 1994. - Révisée et remise en état par l'association pour le "Festival Vapeur" de 2005. - Elle perd ses pare-fumées typiques et est repeinte dans une livrée s'éloignant de la livrée d'origine des PKP. Elle arbore la livrée des locomotives "Perroquets" des chemins de fer tchèques. - 14 m, 78 t (87 t en ordre de marche), vitesse maximum : 80 km/h (1 067 ch). - Timbre chaudière : 16 kg/cm2. - Capacité de la soute à charbon : 6 t. - Capacité de la soute à eau : 10 300 L (10,3 m3). |       |
| DR - BR 50 3696-7                                                    | Lokomotiv-und Waggonbaufabrik Krupp (Allemagne), 1939                                  | Hors-service depuis 2015 (en attente d'une révision complète, exposée au musée de Treignes).           | - Locomotive de type 150. - Acquise en 1994. - Il est normalement prévu de la remettre en état de marche mais pas avant quelques années. - 23 m, locomotive 86 t et tender 26 t (146 t en ordre de marche), vitesse maximum : 80 km/h (1 600 ch). - Timbre chaudière : 16 kg/cm2. - Capacité de la soute à charbon (Tender) : 8 t. - Capacité de la soute à eau (Tender) : 26 000 L (26 m3). |       |
| DR - BR 52-467 (ex BR 52 8200-9)                                     | Borsig (Allemagne), 1942                                                               | Hors-service depuis 2014 (rachetée par un particulier fin 2023, en cours d'inspection).                | - Locomotive de type 150. - Surnommée : « Kriegslok » (locomotive de guerre). - Acquise en 1994. - Reconstruite en 1960 sous le no 52-8200-9, mais remise au type d'origine par l'association. - Elle reprend du service en 2004. - 23 m, locomotive 76 t et tender 30 t (142 t en ordre de marche), vitesse maximum : 80 km/h (1 600 ch). - Timbre chaudière : 16 kg/cm2. - Capacité de la soute à charbon (Tender) : 10 t. - Capacité de la soute à eau (Tender) : 26 000 L (26 m3). |       |
| ÖBB - BR 52-3314                                                     | Jung (Allemagne), 1944                                                                 | Hors-service (épave).                                                                                  | - Locomotive de type 150. - Acquise en 1992. - Elle est dotée d'un échappement de type Giesl. - 23 m, locomotive 76 t et tender 30 t (142 t en ordre de marche), vitesse maximum : 80 km/h (1 600 ch). - Timbre chaudière : 16 kg/cm2. - Capacité de la soute à charbon (Tender) : 10 t. - Capacité de la soute à eau (Tender) : 27 000 L (27 m3). |       |

### Autorails
| Matricule                                          | Constructeur et date                                                   | État actuel                                                   | Origine et informations techniques | Photo |
| -------------------------------------------------- | ---------------------------------------------------------------------- | ------------------------------------------------------------- | --- | ----- |
| SNCB 4407 (Type 604)                               | Ateliers Germain (Monceau-sur-Sambre - Belgique), 1954                 | Opérationnel                                                  | - 23,8 m, 53 t, vitesse maximum : 100 km/h (356 ch). - Capacité du réservoir à gazole : 700 L. - 139 places assises au total (93 places + 6 strapontins et 40 debout en 2e classe). - Mis hors-service en 2002. - Acquis en 2003. |       |
| SNCB 4510 (Type 605)                               | Ateliers Germain (Monceau-sur-Sambre - Belgique), 1955                 | Hors-service (en cours de restauration complète).             | - 23,8 m, 54 t, vitesse maximum : 100 km/h (356 ch). - Capacité du réservoir à gazole : 700 L. - 139 places assises au total (93 places + 6 strapontins et 40 debout en 2e classe). - Cet autorail est livré à la SNCB en tant qu’autorail 605.10, le 6 juillet 1955 au dépôt de Landen (Flandre). - Mis hors-service le 1er mars 2002. - Arrivé par transport routier le 4 novembre 2015. |       |
| SNCB 4608 (Type 554)                               | Usines Ragheno (Malines - Belgique), 1952                              | Hors-service                                                  | - 33,6 t, 16,22 m, vitesse maximum : 80 km/h (180 ch). - Capacité du réservoir à gazole : 320 L. - 106 places assises au total (71 places et 35 debout en 2e classe). - Mis hors-service en 1994. - Acquis en 2000. |       |
| SNCB 4610 (Type 554)                               | Usines Ragheno (Malines - Belgique), 1952                              | Opérationnel                                                  | - 33,6 t, 16,22 m, vitesse maximum : 80 km/h (180 ch). - Capacité du réservoir à gazole : 320 L. - 106 places assises au total (71 places et 35 debout en 2e classe). - Mis hors-service en 1989. - Acquis en 1995. |       |
| SNCB 4611 (Type 554)                               | Usines Ragheno (Malines - Belgique), 1952                              | Opérationnel                                                  | - 33,6 t, 16,22 m, vitesse maximum : 80 km/h (180 ch). - Capacité du réservoir à gazole : 320 L. - 106 places assises au total (71 places et 35 debout en 2e classe). - Mis hors-service en 1987. - Acquis en 1988. |       |
| SNCB 4616 (Type 554)                               | Usines Ragheno (Malines - Belgique), 1953                              | Hors-service (sert pour pièces).                              | - 33,6 t, 16,22 m, vitesse maximum : 80 km/h (180 ch). - Capacité du réservoir à gazole : 320 L. - 106 places assises au total (71 places et 35 debout en 2e classe). - Mis hors-service en 1985. - Acquis en 1985 et transféré par ses propres moyens jusqu’à Mariembourg le 17 décembre 1986. |       |
| SNCB 551.34 (Type 551)                             | Atelier Central de Malines, 1939                                       | Opérationnel                                                  | - Autorail ex. type 622 dit "Petit Brossel". - Ex-no 622.13 & ES no 301. - 11 m, 22 t, vitesse maximum : 58 km/h. - Capacité du réservoir à gazole : 000 L. - 86 places au total (76 places assises + 10 strapontins). - Transformé en autorail ES (Électricité et Signalisation) no 301 en 1960. - Mis hors-service en 1995. - Cédé par le musée national (Train World) en 2014. - Complètement restauré et re-numéroté en type 511 "Brossel" (551.34) par l'association, exposé au musée du chemin de fer à Treignes. |       |
| SNCB ES 403 (Type 603)                             | Ateliers métallurgiques de Nivelles (Belgique), 1954                   | Opérationnel                                                  | - Ancien autorail SNCB de la série 43 (no 4328). - 23 m, 40 t, vitesse maximum : 90 km/h. - Capacité du réservoir à gazole : 900 L. - Mis hors-service en 1986. - Transformé en autorail ES (électricité et signalisation) en 1990. - Cet autorail appartient à un privé (également membre de association) qui le prête depuis 2019. |       |
| SNCF X 3998 dit "Picasso"                          | Ateliers de Construction du Nord de la France (Crespin - France), 1957 | Hors-service (en attente d'une restauration moteur complète). | - Autorail unifié de la série X3800 des Chemins de Fer Français. - Disposition des essieux - 'B'2'. - 22 m, 31 t, vitesse maximum : 120 km/h (moteur Saurer de 300 ch). - Capacité du réservoir à gazole : 400 L. - 71 places assises au total (66 places + 5 strapontins). - Acquis et transféré en 1981 (de Mohon à Givet le 16 avril 1981 puis de Givet à Mariembourg le 5 mai 1981). - Hors-service depuis 2021/22 (moteur cassé).                                                                                  |       |
| CFL 201-211                                        | Westwaggon-Köln-Deutz (Allemagne), 1956                                | Hors-service (à vendre).                                      | - Autorail double immatriculé 201-211 venant des CFL (Luxembourg). - 47,44 m, 65 t, vitesse maximum : 105 km/h (grâce au deux motrices qui ont une puissance de 2 x 200 cv). - Capacité du réservoir à gazole : 400 L. - Acquis en 1995. - Autorail couplable en unités multiples, permettant des rames de 6 caisses conduites par un seul chauffeur. Également équipé d'un compartiment WC dans chaque voiture. |       |
| DB 550.09                                          | Waggonfabrik Talbot (Allemagne), 1951                                  | Hors-service (exposé au musée de Treignes).                   | - Autorail de type DB VT3, construit pour le réseau secondaire de Minden (Mindener Kreisbahn). - Transféré à Mariembourg le 19 novembre 1977. - 00 m, 12 t, vitesse maximum : 70 km/h (moteur Deutz de 145 ch). - Capacité du réservoir à gazole : 000 L. - Acquis et transféré par ses propres moyens à Mariembourg le 19 novembre 1977. |       |
| SNCB 654.02 (Type 654)                             | Baume et Marpent (Morlanwelz - Belgique), 1936                         | Hors-service (épave, exposé au musée de Treignes).            | - Autorail composé à l'origine de 3 éléments. - 00 m, 00 t, vitesse maximum : 00 km/h. - Mis hors-service en 1966. - Cédé à l'association par le musée national (Train World) en 2019. - Seule la face avant a été repeinte (le reste le sera plus tard). - Depuis le 30 mars 2023, il est exposé au musée de Treignes. |       |
| Draisine d'inspection de Type 2 - no 2.06          | Alpha Klinkhamers, 1928                                                | Hors-service (exposée au musée de Treignes).                  | - 00 m, 00 t, vitesse maximum : 00 km/h. - Capacité du réservoir à gazole : 000 L. |       |
| Draisine d'inspection de Type 5 - no 38.025.513.60 | Alpha Klinkhamers, 1935                                                | Hors-service (exposée au musée de Treignes).                  | - 00 m, 00 t, vitesse maximum : 00 km/h. - Capacité du réservoir à gazole : 000 L. - Acquise en 1979. - Exposée au musée de Treignes depuis 2000. |       |

### Locomotives et locotracteurs diesel
| Matricule                                      | Constructeur et date                                             | État actuel                                            | Origine et informations techniques | Photo |
| ---------------------------------------------- | ---------------------------------------------------------------- | ------------------------------------------------------ | --- | ----- |
| SNCB 5120 (Type 200 - 200.020)                 | Cockerill (Liège - Belgique), 1962                               | Opérationnelle                                         | - Disposition des essieux : deux bogies de 3 essieux moteurs dite Co'Co'. - 20 m, 117 t, vitesse maximum : 120 km/h (1950 ch). - Capacité du réservoir à gazole : 4,000 L (4 m3). - Mise hors-service en 2002. - Acquise en 2003. |       |
| SNCB 1605 (ex 5215)                            | Anglo-Franco-Belge (Belgique), 1955                              | Hors service                                           | - Ex-Type 202 - 202.015. - Disposition des essieux : deux bogies de 3 essieux moteurs dite Co'Co'. - 18 m, 108 t, vitesse maximum : 120 km/h (1950 ch). - Capacité du réservoir à gazole : 3 500 L (3,5 m3). - Mise hors-service en 1993. - Cette locomotive appartient à un privé de la société PA.CO.T et Somei (également membre de l'association) qui la prête depuis 2019. |       |
| SNCB 5538 (Type 205 - 205.038)                 | La Brugeoise et Nivelles (Belgique), 1962                        | Opérationnelle                                         | - Disposition des essieux : deux bogies de 3 essieux moteurs dite Co'Co'. - 19 m, 110 t, vitesse maximum : 120 km/h (1950 ch). - Capacité du réservoir à gazole : 4 000 L (4 m3). - Mise hors-service en 2009. - Cette locomotive appartient à un privé de la société PA.CO.T (également membre de association) qui la prête depuis 2021. - Cette locomotive a porté pendant quelques années une livrée bleue des "CFCO" du "Congo-Brazzaville". Maintenant repeinte dans une livrée belge (verte et jaune). |       |
| CFL 1817                                       | La Brugeoise et Nivelles (Belgique), 1964                        | Hors-service (en attente d'une restauration complète). | - Disposition des essieux : deux bogies de 3 essieux moteurs dite Co'Co'. - 19 m, 110 t, vitesse maximum : 120 km/h (1950 ch). - Capacité du réservoir à gazole : 4 000 L (4 m3). - Cette locomotive appartient à un privé de la société PA.CO.T (également membre de association) qui la prête depuis février 2023. |       |
| SNCB 6086 (Type 210 - 210.086)                 | Cockerill (Liège - Belgique), 1965                               | Opérationnelle                                         | - Disposition des essieux : deux bogies de 2 essieux moteurs dite Bo'Bo'. - 17 m, 78 t, vitesse maximum : 120 km/h (1950 ch). - Capacité du réservoir à gazole : 3 000 L (3 m3). - Mise hors-service de la SNCB en 1988. - Acquise en 2008. |       |
| SNCB 7304 dite "Alpha" (Type 273 - 273.004)    | La Brugeoise et Nivelles (Belgique), 1965                        | Opérationnelle                                         | - Disposition C - 3 essieux accouplés par bielles. - 11 m, 56 t, vitesse maximum : 60 km/h. - Capacité du réservoir à gazole : 3 000 L (3 m3). - En service à la SNCB du 29 octobre 1965 au 12 décembre 2004. - Acquise en 2005. - Rebaptisée "Cubitus" par son nouveau propriétaire (membre de l'association). |       |
| SNCB 8204 dite "Nebraska" (Type 262 - 262.004) | Ateliers Belges Réunis (Belgique), 1965                          | Opérationnelle (depuis juillet 2024).                  | - Disposition C - 3 essieux accouplés par bielles. - 11 m, 57 t, vitesse maximum : 60 km/h. - Capacité du réservoir à gazole : 3 000 L (3 m3). - Mise hors-service en 2014. - Acquise par un membre de l'association et transférée par transport routier le 5 juillet 2022. |       |
| SNCB 8319 (Type 253 - 253.019)                 | La Brugeoise et Nivelles, 1956                                   | Opérationnelle (après une restauration complète).      | - Disposition C - 3 essieux accouplés par bielles. - 10 m, 57 t, vitesse maximum : 50 km/h. - Capacité du réservoir à gazole : 3,000 L (3 m3). - Mise hors-service en 1994. - Préservée depuis 1995. - Cédée à l'association par le musée national (Train World) en 2016. - Remise en état de marche par l'association. |       |
| SNCB 9008 (Type 230 - 230.008)                 | Cockerill (Seraing - Belgique), 1968                             | Opérationnel                                           | - Disposition B - 2 essieux accouplés par bielles. - 10 m, 36,5 t, vitesse maximum : 15 km/h (200 ch). - Capacité du réservoir à gazole : 360 L. - Utilisé par le Charbonnage de Monceau Fontaine entre 1968 et 1980. - Acquis et transféré par ses propres moyens de Ronet à Mariembourg le 19 septembre 1981. - Mis à disposition de l'association par le "GTF". |       |
| SNCF 63.123                                    | Brissonneau et Lotz (France), 1956                               | Opérationnelle                                         | - Disposition des essieux : deux bogies de 2 essieux moteurs dite Bo'Bo'. - 15 m, 69 t, vitesse maximum : 90 km/h (725 ch). - Capacité du réservoir à gazole : 3 000 L (3 m3). - Capacité du réservoir à eau : 400 L. - Repeinte en livrée bordeaux des CFL et numéroté 904. |       |
| SNCF 63.149                                    | Brissonneau et Lotz (France), 1956                               | Opérationnelle                                         | - Disposition des essieux : deux bogies de 2 essieux moteurs dite Bo'Bo'. - 15 m, 69 t, vitesse maximum : 90 km/h (725 ch). - Capacité du réservoir à gazole : 3 000 L (3 m3). - Capacité du réservoir à eau : 400 L. - En livrée verte d'origine SNCF. |       |
| SNCF Y5130 dit "Idéfix"                        | De Dietrich (Reichshoffen - France), 1964                        | Opérationnel                                           | - Disposition B - 2 essieux entraînés par chaine. - 7 m, 20 t, vitesse maximum : 18 km/h (110 ch). - Capacité du réservoir à gazole : 200 L. - En livrée verte d'origine SNCF. |       |
| VL02-1                                         | Cockerill (Seraing - Belgique), 1957                             | Hors-service (non utilisé par l'association).          | - Disposition B - 2 essieux accouplés par bielles. - 0 m, 36,5 t, vitesse maximum : 20 km/h. - Il est utilisé par les "Dolomines de Marche les Dames" entre 1957 et 2014. - Acquis le 31 mars 2014 et renuméroté 9011 à son arrivée. - Repeint en une livrée similaire à la Série 77 de la SNCB. |       |
| VL02-2                                         | Cockerill (Seraing - Belgique), 1959                             | Opérationnel                                           | - Disposition B - 2 essieux accouplés par bielles. - 0 m, 36,5 t, vitesse maximum : 20 km/h. - Il est utilisé par les "Dolomines de Marche les Dames" entre 1959 et 2014. - Acquis le 1er avril 2014. |       |
| Fina no 1                                      | Hunslet (Leeds - Angleterre), 1983                               | Hors-service                                           | - Disposition B - 2 essieux couplés. - 0 m, 35,5 t, vitesse maximum : 26 km/h (450 ch). - Capacité du réservoir à gazole : 932 L. - Capacité du réservoir à eau : 373 L. - Il est utilisé par l'entreprise Fina dans sa raffinerie au Port d'Anvers entre 1963 et 1999. - Acquis en 1999. |       |
| Fina no 2                                      | Cockerill (Ougrée - Belgique), 1963                              | Hors-service                                           | - Disposition B - 2 essieux couplés. - 0 m, 35,5 t, vitesse maximum : 26 km/h (450 ch). - Capacité du réservoir à gazole : 932 L. - Capacité du réservoir à eau : 373 L. - Il est utilisé par l'entreprise Fina dans sa raffinerie au Port d'Anvers entre 1963 et 1999. - Acquis en 1999. |       |
| GV 69                                          | Ateliers Belges Réunis (Familleureux - Belgique), 1964 (no 2274) | Hors-service (n'est plus utilisé par l'association).   | - Disposition B - 2 essieux couplés. - 0 m, 30 t, vitesse maximum : 24 km/h (320 ch). - Il est utilisé par la société "Galverbel" (à Houdeng Goegnies) entre 1964 et 1980. - Acquis et transféré par ses propres moyens à Mariembourg le 24 mai 1980. - Hors-service depuis 1994. |       |
| SA 99                                          | Constructeur et date inconnus.                                   | Hors-service (épave).                                  | - Disposition B - 2 essieux couplés. - 6 m, 00 t, vitesse maximum : 25 km/h. - Il est utilisé par la "SAFEA" (Société Annonyme de Fabrication d'Engrais Azotés). |       |
| Locotracteurs no 1 & no 2 (ex SNCB)            | Gaston Moyse (La Courneuve - France), date inconnue.             | Hors-service (épave).                                  | - Disposition B - 2 essieux couplés. - 0 m, 20 t, vitesse maximum : 00 km/h. - Immatriculation à la SNCB : no 38.025.601 & no 38.025.602. - Le no 1 a été restauré cosmétiquement et exposé au musée de Treignes. |       |
| Deutz FDP no 1                                 | Klockner Humboldt Deutz (Allemagne), 1956 (no 56240)             | Hors-service (épave).                                  | - Disposition B - 2 essieux couplés. - 6 m, 14 t, vitesse maximun : 15 km/h (55 ch). - Il est utilisé par la gare de "Tour et Taxis" (Bruxelles) entre 1972 et 73. - Un engin semblable existe au "Stoomtrein Dendermonde-Puurs" (Flandre). |       |

### Voitures à voyageurs et fourgons
| Matricule                                               | Constructeur et date                      | État actuel                                                     | Origine et informations techniques | Photo |
| ------------------------------------------------------- | ----------------------------------------- | --------------------------------------------------------------- | --- | ----- |
| SNCB Voiture GCI - C (3e classe) - no 94.806            | La Brugeoise et Nicaise et Delcuve, 1914  | Hors-service (exposée au musée de Treignes).                    | - GCI = Grande Capacité D'intercirculation. - Voiture du trafic intérieur. - 68 places assises. - 15 m, 27 t, vitesse maximum : 80 km/h. |       |
| SNCB Voiture GCI - C (3e classe) - no 95.572            | CCC, 1910                                 | Hors-service (exposée au musée de Treignes).                    | - GCI = Grande Capacité D'intercirculation. - Voiture du trafic intérieur. - 68 places assises. - 15 m, 27 t, vitesse maximum : 80 km/h. |       |
| SNCB Voiture GCI - C (3e classe) - no 95.613            | Ateliers métallurgiques de Nivelles, 1908 | Hors-service (exposée au musée de Treignes).                    | - GCI = Grande Capacité D'intercirculation. - Voiture du trafic intérieur. - 68 places assises. - 15 m, 27 t, vitesse maximum : 80 km/h. |       |
| SNCB Voiture GCI - C (3e classe) - no 96.715            | Constructeur inconnu, 1908                | Hors-service (exposée au musée de Treignes).                    | - GCI = Grande Capacité D'intercirculation. - Voiture du trafic intérieur. - 68 places assises. - 15 m, 27 t, vitesse maximum : 80 km/h. |       |
| SNCB Voiture GCI - D (fourgon) - no 99.132              | Ateliers Germain, 1921                    | Hors-service (visible à Treignes).                              | - GCI = Grande Capacité d'Intercirculation. - Voiture du trafic intérieur. - 15 m, 17 t, vitesse maximum : 80 km/h. |       |
| SNCB Voiture P - C (3e classe) - no 53.123              | Constructeur inconnu, entre 1891 et 1918. | Hors-service (exposée au musée de Treignes).                    | - Voiture ex-Prusse (ex-SNCB) acquise auprès du chemin de fer touristique Stoomtrein Goes-Borsele (Pays Bas) en septembre 1978. - Voiture du trafic intérieur. - 36 places assises. - 12 m, 20 t, vitesse maximum : 80 km/h. - Cette voiture porte une livrée verte. |       |
| SNCB Voiture P - C (3e classe) - no 53.451              | Constructeur inconnu, entre 1891 et 1918. | Hors-service (exposée au musée de Treignes).                    | - Voiture ex-Prusse (ex-SNCB) acquise auprès du chemin de fer touristique Stoomtrein Goes-Borsele (Pays Bas) en septembre 1978. - Voiture du trafic intérieur. - 36 places assises. - 12 m, 20 t, vitesse maximum : 80 km/h. - Voiture entièrement reconstruite et porte une livrée verte. |       |
| SNCB Voiture P - C (3e classe) - no 53.688              | Constructeur inconnu, entre 1891 et 1918. | Hors-service (en cours de reconstruction complète).             | - Voiture ex-Prusse (ex-SNCB) acquise auprès du chemin de fer touristique Stoomtrein Goes-Borsele (Pays Bas) en septembre 1978. - Voiture du trafic intérieur. - 36 places assises. - 12 m, 20 t, vitesse maximum : 80 km/h. |       |
| SNCB Voiture N - B9 (2e classe) - no 32.303             | Anglo-Franco-Belge, 1930                  | Hors-service (en attente d'une restauration complète).          | - Voiture dite du "Nord-Belge" (Chemins de fer de l'État belge). - Voiture du trafic international puis intérieur. - 72 places assises. - 20 m, 45 t, vitesse maximum : 120 km/h. - Mise hors-service en 1976. - Cette voiture est transférée par transport routier en 2015 (don du musée national Train World). - Numéro UIC : 50 88 29-26 403-7.                                                                                       |       |
| SNCB Voiture N - C11 (3e classe) - no 32.402            | Baume et Marpent, 1930                    | Hors-service (en attente d'une restauration complète).          | - Voiture dite du "Nord-Belge" (Chemins de fer de l'État belge). - Voiture du trafic international, puis intérieur. - 88 places assises au total. - 20 m, 44 t, vitesse maximum : 120 km/h. - Mise hors-service en 1976. - Cette voiture est transférée par transport routier en 2015 (don du musée national Train World). - Numéro UIC : 50 88 21-26 402-7.                                                                             |       |
| SNCB Voiture N - CD7 (3e classe + fourgon) - no 39.104  | Baume et Marpent, 1930                    | Opérationnelle (depuis 2018).                                   | - Voiture dite du "Nord-Belge" (Chemins de fer de l'État belge). - Voiture du trafic international, puis intérieur. - 57 places au total (56 assises + 1 strapontin). - 20 m, 43 t, vitesse maximum : 120 km/h. - Mise hors-service en 1976. - Cette voiture est transférée par transport routier en 2015 (don du musée national Train World). - Complètement restaurée et opérationnelle depuis 2018. - Numéro UIC : 50 88 82-26 433-8. |       |
| SNCB Voiture L - C (3e classe) - no 32.024              | CCC, 1933                                 | Opérationnelle                                                  | - Voiture du trafic intérieur. - 97 places assises. - 19 m, 37,5 t (47 t en ordre de marche), vitesse maximum : 120 km/h. - Voiture acquise en 1982. - Numéro UIC : 50 88 20-26 424-2. |       |
| SNCB Voiture L - C (3e classe) - no 32.076              | CCC, 1934                                 | Opérationnelle                                                  | - Voiture du trafic intérieur. - 97 places assises. - 19 m, 37,5 t (47 t en ordre de marche), vitesse maximum : 120 km/h. - Voiture acquise en 2003. - Numéro UIC : 50 88 20-26 476-2. |       |
| SNCB Voiture L - AB (1re/2e classe) - no 33.006         | Ateliers de Familleureux, 1934            | Opérationnelle                                                  | - Voiture du trafic intérieur. - 97 places assises. - 19 m, 39 t (47 t en ordre de marche), vitesse maximum : 120 km/h. - Voiture acquise en 2003. - Numéro UIC : 50 88 37-26 406-0. |       |
| SNCB Voiture L - AD (1re classe + fourgon) - no 38.010  | Usines Ragheno, 1934                      | Opérationnelle                                                  | - Voiture du trafic intérieur. - 39 places assises. - 19 m, 36 t (47 t en ordre de marche), vitesse maximum : 120 km/h. - Voiture acquise en 1982. - Numéro UIC : 50 88 81-26 410-7. |       |
| SNCB Voiture K1 - A9 (1re classe) - no 21.026           | Baume et Marpent, 1934                    | Opérationnelle                                                  | - Voiture du trafic intérieur. - 64 places assises + 6 strapontins. - 23 m, 34 t, vitesse maximum : 140 km/h. - Don du musée national (Train World) en 2015. - Numéro UIC : 50 88 18-66 004-7. |       |
| SNCB Voiture K1 - C (3e classe) - no 20.020             | Anglo-Franco-Belge, 1934                  | Hors-service (en attente d'une restauration complète).          | - Voiture du trafic intérieur. - 108 places assises. - 23 m, 42 t, vitesse maximum : 140 km/h. - Voiture acquise en 1985. - Numéro UIC : 50 88 21-48 020-1. |       |
| SNCB Voiture K1 - C (3e classe) - no 22.028             | Anglo-Franco-Belge, 1935                  | Hors-service (en attente d'une restauration complète).          | - Voiture du trafic intérieur. - 108 places assises. - 23 m, 42 t, vitesse maximum : 140 km/h. - Voiture acquise en 1985. - Numéro UIC : 50 88 21-48 028-4. |       |
| SNCB Voiture K1 - C7p (3e classe + fourgon) - no 29.123 | Énergie, 1934                             | Hors-service (en attente d'une restauration complète).          | - Voiture du trafic intérieur. - 108 places assises. - 23 m, 42 t, vitesse maximum : 140 km/h. - Voiture acquise en 1985. - Numéro UIC : 50 88 82-48 010-8. |       |
| SNCB Voiture M1 - no 42.014                             | Ateliers métallurgiques de Nivelles, 1937 | Opérationnelle                                                  | - Voiture du trafic intérieur. - Voiture dite "Métallique". - 106 places assises. - 22 m, 42 t, vitesse maximum : 120 km/h. - Acquise en 2003. - Rénovée et aménagée en 2007. - Sert de voiture "buffet" lors de trains restaurants ou d'événements spéciaux ; repeinte en livrée "Orient-Express". - Numéro UIC : 50 88 29-26 605-7. |       |
| SNCB Voiture M1 - no 42.094                             | Anglo-Franco-Belge, 1937                  | Hors-service (en attente d'une restauration complète).          | - Voiture du trafic intérieur. - Voiture dite "Métallique". - 22 m, 42 t, vitesse maximum : 120 km/h. - Acquise en 2003. - Voiture dite "Croix Rouge" (aménagée en version "Croix Rouge" pour le "Festival Vapeur" de 2015). - Numéro UIC : 50 88 29-26 643-8. |       |
| SNCB Voiture M1 - B (2e classe) - no 43.060             | La Brugeoise et Nicaise et Delcuve, 1936  | Opérationnelle                                                  | - Voiture du trafic intérieur. - Voiture dite "Métallique". - 22 m, 42 t, vitesse maximum : 120 km/h. - Acquise en 1983. - Sert de voiture "PMR" (Personnes à Mobilité Réduite) lors des circulations régulières (équipée d'un plateau-élévateur hydraulique). - 61 places assises + 17 chaises roulantes. - Numéro UIC : 50 88 38-18 629-6.                                                                                             |       |
| SNCB Voiture M1 - no 49.020                             | Ateliers de Seneffe, 1937                 | Opérationnelle                                                  | - Voiture du trafic intérieur. - Voiture dite "Métallique". - 22 m, 42 t, vitesse maximum : 120 km/h. - Acquise en 1983. - Rénovée et aménagée en 2007. - Sert de voiture "cuisine/bar" lors de trains restaurants ou d'événements spéciaux ; repeinte en livrée "Orient-Express". - 18 places assises (buffet) et 20 places debout (bar). - Numéro UIC : 50 88 82-18 620-0.                                                             |       |
| SNCB Voiture K3 - B (2e classe) - no 22.420             | Atelier Central de Malines, 1957          | Opérationnelle                                                  | - Voiture du trafic intérieur. - 23 m, 36 t, vitesse maximum : 140 km/h. - 108 places assises. - Numéro UIC : 50 88 21-48 355-1. |       |
| SNCB Voiture K3 - B (2e classe) - no 22.424             | Atelier Central de Malines, 1957          | Opérationnelle                                                  | - Voiture du trafic intérieur. - 23 m, 36 t, vitesse maximum : 140 km/h. - 108 places assises. - Numéro UIC : 50 88 21-48 323-9. |       |
| SNCB Voiture K3 - B (2e classe) - no 22.430             | Atelier Central de Malines, 1957          | Opérationnelle                                                  | - Voiture du trafic intérieur. - 23 m, 36 t, vitesse maximum : 140 km/h. - 108 places assises. - Numéro UIC : 50 88 21-48 329-6. |       |
| SNCB Voiture K3 - B (2e classe) - no 22.442             | Atelier Central de Malines, 1957          | Opérationnelle                                                  | - Voiture du trafic intérieur. - 23 m, 36 t, vitesse maximum : 140 km/h. - 108 places assises. - Numéro UIC : 50 88 21-48 341-1. |       |
| SNCB Voiture K3 - B (2e classe) - no 22.466             | Atelier Central de Malines, 1957          | Opérationnelle                                                  | - Voiture du trafic intérieur. - 23 m, 36 t, vitesse maximum : 140 km/h. - 108 places assises. - Numéro UIC : 50 88 21-48 365-0. |       |
| SNCB Voiture K3 - B (2e classe) - no 22.469             | Atelier Central de Malines, 1957          | Opérationnelle                                                  | - Voiture du trafic intérieur. - 23 m, 36 t, vitesse maximum : 140 km/h. - 108 places assises. - Numéro UIC : 50 88 21-48 368-4. |       |
| SNCB Voiture K3 - B (2e classe) - no 22.491             | Atelier Central de Malines, 1958          | Opérationnelle                                                  | - Voiture du trafic intérieur. - 23 m, 36 t, vitesse maximum : 140 km/h. - 108 places assises. - Numéro UIC : 50 88 21-48 390-8. |       |
| SNCB Voiture I2 - B (2e classe) - no 11.907             | Usines Ragheno, 1952                      | Hors-service (Sert de "Local Block" - signalisation).           | - Ancienne voiture internationale. - 23 m, 32 t, vitesse maximum : 150 km/h. - Acquise en 1988. - Numéro UIC : 50 88 28-80 207-6. |       |
| SNCB Fourgon "DMS" - no 17.412                          | Ateliers de Familleureux, 1978            | Hors-service (Sert de local pour les membres de l'association). | - Ancien fourgon à bagages. - 25 m, 39 t, vitesse maximum : 160 km/h. - Acquis en 2015. - Numéro UIC : 50 88 95-70 912-0. |       |
| SNCV Fourgon de type Vicinal - no C.7502                | Constructeur et date inconnus.            | Hors-service (exposée au musée de Treignes).                    | - Ancien fourgon à bagages à deux essieux à voie normale. - Rénové en 2006 par l'association. - 00 m, 00 t, vitesse maximum : 00 km/h. - Capacité de stockage : 10 t. |       |

### Wagons de marchandises
| Matricule                 | Constructeur et date                     | État actuel                                                | Origine et informations techniques | Photo |
| ------------------------- | ---------------------------------------- | ---------------------------------------------------------- | --- | ----- |
| Wagon citerne X-901       | Waggonfabrik Saarbrücken, date inconnue. | Opérationnel                                               | - Wagon utilisé à l'origine pour le transport de fioul loud avec un dispositif de réchauffage à vapeur. - Équipé d'une motopompe Zieger (avec un moteur Volkswagen). - Porte une livrée spéciale bleue "Chimay Trappiste". - Capacité de stockage d'eau : 20,000 L (20 m3). - 8,6 m, 00 t, vitesse maximum : 00 km/h. |       |
| Wagon citerne X-902       | Constructeur et date inconnus.           | Opérationnel                                               | - Wagon citerne à deux bogies venant des CFL. - Capacité de stockage d'eau : 36,000 L (36 m3). - 0,0 m, 00 t, vitesse maximum : 00 km/h. |       |
| Wagon plat X-911          | Constructeur et date inconnus.           | Opérationnel                                               | - Wagon plat équipé d'une grue hydraulique et d'une débroussailleuse rotative (installée par l'association). - 13,85 m, 00 t, vitesse maximum : 100 km/h. - Capacité de levage : 27 t. |       |
| Wagon grue manuelle X-912 | Constructeur et date inconnus.           | Hors-service (restauré pour le "Festival Vapeur" de 2014). | - Ancien wagon-grue du service "voie" de Haine-Saint-Pierre. - 12,9 m, 00 t, vitesse maximum : 40 km/h. |       |

### Engins divers
| Matricule               | Constructeur et date           | État actuel                                  | Origine et informations techniques | Photo |
| ----------------------- | ------------------------------ | -------------------------------------------- | --- | ----- |
| Grue à vapeur no 3      | Constructeur et date inconnus. | Hors service (exposée au musée de Treignes). | - Grue à vapeur (à chaudière verticale). - Grue utilisée par les Forges de Clabecq jusqu'en 1985. - Acquise et transférée le 3 mai 2001. - Timbre chaudière : 8 kg/cm2. - Capacité de levage : 13T. |       |
| Wagon Grue DB no 530642 | Constructeur et date inconnus. | Opérationnel                                 | - Grue servant lors de travaux sur la ligne. |       |

### Locotracteur diesel en voie étroite (60 cm)
- Locotracteur Orenstein & Koppel no 25.479.

## Le musée ferroviaire de Treignes
Dans l'avant-gare de Treignes se trouve un grand hall (de 100 mètres de longueur sur 4 voies) construit et inauguré en 1994. Il abrite un musée qui présente au public une partie du matériel roulant de l'asbl (locomotives à vapeur, locomotives diesel, autorails, voitures à voyageurs et du matériel de service) ainsi que du matériels qui lui sont mis en prêt par d'autres organismes comme la section patrimoine de la SNCB (Train World).
On y trouve également de nombreux outillages ou souvenirs des chemins de fer, tels que de nombreuses lanternes de train ou une collection internationale de coiffes de cheminots.
Un train miniature (au format HO) circule dans une partie du musée, ainsi que, parfois, un réseau à vapeur vive à l'échelle 7 pouces ¼ est également mis en service devant le musée à l'occasion de certaines journées spéciales.
Une extension (de 80 mètres de longueur sur 4 voies) a été construite et inaugurée le 29 mars 2023.
Les matériels ferroviaires de la SNCB (musée national Train World) qui sont exposés au musée :
| Matricule                                                                 | Constructeur et date | État actuel                                                       | Origine et informations techniques | Photo |
| ------------------------------------------------------------------------- | --- | ----------------------------------------------------------------- | --- | ----- |
| SNCB Locomotive à vapeur 1.002 (Type 1) et son tender no 38.134 (Type 1)  | "Consortium Belge de Constructeurs de locomotives" (composé des constructeurs suivants : Cockerill, Ateliers métallurgiques de Tubize, Haine-Saint-Pierre & La Meuse), 1935 | Hors service (exposée au musée).                                  | - Locomotive de type 231, utilisée pour les trains express "lourds". - 25 m, 209 t (locomotive & tender), vitesse maximum : 140 km/h (2500 cv ou 2700 cv ou 3.400 ch). - Timbre chaudière : 18 kg/cm2. - Capacité de la soute à charbon (Tender) : 10,5 t. - Capacité de la soute à eau (Tender) : 38,000 L (38 m3). - Mise hors service en 1962. - Préservée depuis 1970. - Remise en service à la fin années 1980 jusqu'en 1999 ou elle tombera en panne. - Mise en prêt par le musée national (Train World) depuis 2006. |       |
| SNCB Locomotive à vapeur 7.039 (Type 7) et son tender no 24.365 (Type 18) | FUF HSP, 1922 | Hors service (exposée au musée).                                  | - Locomotive de type 230, utilisée pour les trains express "léger". - Ex-Chemins de fer de l'État belge no 4639. - 19 m, 138 t (locomotive & tender), vitesse maximum : 110 km/h (1600 cv). - Timbre chaudière : 16 kg/cm2. - Capacité de la soute à charbon (Tender) : 7 t. - Capacité de la soute à eau (Tender) : 24,000 L (24 m3). - Mise hors service en 1962. - Préservée depuis 1970. - Mise en prêt par le musée national (Train World) depuis 2021.                                                                |       |
| SNCB Locomotive à vapeur 16.042 (Type 16)                                 | Ateliers métallurgiques de Tubize, 1909 | Hors service (exposée au musée).                                  | - Locomotive de type 220T, utilisée pour la déserte locale. - Ex-Chemins de fer de l'État belge no 3942. - 12 m, 69 t, vitesse maximum : 100 km/h (980 cv). - Timbre chaudière : 12,5 kg/cm2. - Capacité de la soute à charbon : 4 t. - Capacité de la soute à eau : 6,500 L (6,5 m3). - Mise hors service en 1964. - Préservée depuis 1970. - Mise en prêt par le musée national (Train World) depuis 2006. |       |
| SNCB Locomotive à vapeur 53.320 (Type 53)                                 | Ateliers de Construction de Boussu, 1906 | Hors service (exposée au musée).                                  | - Locomotive de type 040T, utilisée pour les manœuvres. - Ex-Chemins de fer de l'État belge no 5620. - 10 m, 67 t, vitesse maximum : 45 km/h (700 cv). - Timbre chaudière : 12,25 kg/cm2. - Capacité de la soute à charbon : 3 t. - Capacité de la soute à eau : 7,000 L (7 m3). - Mise hors service en 1966. - Préservée depuis 1970. - Mise en prêt par le musée national (Train World) depuis 2013. - Surnom de ce type de locomotive : "La Cuisinière".                                                                 |       |
| SNCB Autorail diesel 608.05 (Type 608)                                    | FUF HSP, 1939 | Hors service (exposée au musée).                                  | - 23 m, 55 t, vitesse maximum : 126 km/h. - 74 places assises au total (10 en 2e et 64 en 3e classe). - Mis hors service en 1966. - Préservée depuis 1970. - Mise en prêt par le musée national (Train World) depuis 2006. - Surnom de ce type d'autorail : "La femme enceinte". |       |
| SNCB Autorail diesel 654.02 (Type 654)                                    | Baume et Marpent, 1936 | Hors service (épave, en cours de restauration cosmétique).        | - 00 m, 00 t, vitesse maximum : 155 km/h. - Mis hors service en 1966. - Épave et manque 2 éléments. - Préservée depuis 1980. - Cédé à l'asbl par le musée national (Train World) en 2019. - La face avant a été repeinte (le reste sera refait dans les années à venir). |       |
| SNCB Locomotive électrique 2912 (Type 101 - 101.012)                      | Baume et Marpent, 1949 | Hors service (exposée au musée).                                  | - Monotension : 3.000kv. - Disposition des essieux : deux bogies de 2 essieux moteurs dite Bo'Bo'. - 13 m, 81 t, vitesse maximum : 100 km/h. - Mise hors service en 1984. - Mise en prêt par le musée national (Train World) depuis une date inconnue. |       |
| SNCB Locomotive électrique 2005                                           | La Brugeoise et Nivelles/ACEC, 1975 | Hors service (exposée au musée).                                  | - Monotension : 3.000kv. - Disposition des essieux : deux bogies de 3 essieux moteurs dite Co'Co'. - 19 m, 110 t, vitesse maximum : 160 km/h. - Mise hors service en 2013. - Achetée par le musée de Treignes en 2018. |       |
| SNCB Locomotive électrique 2160                                           | La Brugeoise et Nivelles/ACEC, 1988 | Hors service (en attente de transfert vers le musée de Treignes). | - Monotension : 3.000kv. - Disposition des essieux : deux bogies de 2 essieux moteurs dite Bo'Bo'. - 18 m, 84 t, vitesse maximum : 160 km/h. - Mise hors service en 2023 puis vendue à un ferrailleur fin 2024 puis préservée depuis février 2025. |       |
| SNCB Voiture "Royal" no 4 dite "Voiture des Princes"                      | La Brugeoise, Nicaise et Delcuve, 1933 | Hors service (exposée au musée).                                  | - Il s'agit d'une ancienne voiture de type I1 (SNCB) (I1-a2b6 - no 10.064) de 1re/2e classe transformé en 1939. - Une salle de conférence a été aménagée. - Elle fut utilisée par les enfants de Léopold II et ultérieurement par les dignitaires (et des membres de la direction de la SNCB) qui accompagnaient le roi Baudouin. - 22 m, 49 t, vitesse maximum : 150 km/h. - 38 places assises. - Mise hors service en 1991. - Mise en prêt par le musée national (Train World) depuis 2015.                               |       |
| SNCB Voiture "Royal" no 10 dite "Voiture d'inspection"                    | La Brugeoise, Nicaise et Delcuve, 1939 | Hors service (exposée au musée).                                  | - Il s'agit d'une ancienne voiture de type I1 (SNCB) (I1-a2b6 - no 10.081) de 1re/2e classe transformé en 1945. - Elle est équipée d'une cuisine, d'un dressoir, d'un office, de deux compartiments de 6 places, deux salons (dont un panoramique), d'une chambre avec un lit et un WC. - 22 m, 49 t, vitesse maximum : 150 km/h. - Mise hors service en 1984. - Mise en prêt par le musée national (Train World) depuis 2015.                                                                                              |       |
| Fourgon de marchandises no 6071 (ex no 9071) dit "Hasselt"                | Usines et Fonderies Henri Buissin, 1912 | Hors service (exposée au musée).                                  | - Fourgon de type fourgon "Chapelles". - Construit pour la Compagnie du Nord-Belge. - 7 m, 20 t, vitesse maximum : 00 km/h. - Numéro UIC : no 30 88 943 2 549-4. - Mis hors service en 1956. - Mis en prêt par le musée national (Train World) depuis une date inconnue. |       |

Le matériel ferroviaire du CFV3V qui est exposé au musée (locomotive électrique) :
| Matricule     | Constructeur et date                                     | État actuel                                  | Origine et informations techniques | Photo |
| ------------- | -------------------------------------------------------- | -------------------------------------------- | --- | ----- |
| SNCF BB-12120 | Société des Forges et Ateliers du Creusot (France), 1960 | Hors service (à vendre depuis février 2021). | - Tention : Courant alternatif monophasé 25,000 kV-50 Hz. - Disposition des essieux : deux bogies de 2 essieux moteurs dite Bo'Bo'. - 83 t, vitesse maximum : 120 km/h (3600 ch). - Mise hors service en 1994. - Le 1er mars 1992 elle avait atteint 3.656.417 km au compteur!. - Surnom de ce type de locomotive : "Crocodile" ou "Fers à repasser". |       |

## Histoire de la ligne 132
La ligne 132, longue de 61,9 km est construite par la Société du chemin de fer de l'Entre-Sambre-et-Meuse, a été inaugurée en plusieurs étapes :
- Charleroi-Sud - Walcourt le 27 novembre 1848.
- Walcourt - Silenrieux le 6 novembre 1852.
- Silenrieux - Cerfontaine le 31 décembre 1853.
- Cerfontaine - Mariembourg le 8 juin 1854.
- Mariembourg - frontière française le 15 juin 1854.

Elle devint une part importante du réseau du Grand Central Belge jusqu'au rachat par l’État de cette compagnie en 1897.
Compte tenu du rôle international de la ligne, Treignes est aménagée en gare frontière en 1902, avec son bâtiment voyageur qui servait également de poste de douane, ses sept voies de formation et une plaque tournante. Auparavant le poste de douane se trouvait dans la gare de Nismes, devenue trop petite.
Vers 1925, un chantier de doublement de la ligne est engagé, mais jamais achevé.
Le trafic voyageurs a été abandonné entre Mariembourg et la frontière française le 29 septembre 1963, puis le trafic marchandises le 12 octobre 1977.
En 1975, la section Treignes - Vireux-Molhain a été déferrée. La partie entre Mariembourg et Treignes a été préservée et est exploitée par le CFV3V comme ligne touristique depuis 1973.

## Histoire de la ligne 156
La ligne 156 Mariembourg - Chimay - Momignies, construite par l'ancienne compagnie de Chemin de Fer de Chimay, constituée par le XVIIe prince de Chimay pour relier reliant Mariembourg à la Frontière française via Chimay d'une part et à la vallée de la Meuse (Hastière) de l'autre. Cette compagnie sera nationalisée en 1948.
La ligne unique de la Cie de Chimay partait de Hastière (ligne du Nord-Belge), montait dans l'Entre-Sambre-et-Meuse via Agimont et arrivait à Mariembourg où elle avait jonction avec la ligne 132, et continuait vers Chimay, Momignies pour arriver à Anor (France), soit environ 67 km.
Le tronçon Mariembourg - Anor (France) a été mis en service en plusieurs fois :
- Mariembourg - Chimay le 15 octobre 1858.
- Chimay - Momignies le 8 novembre 1858.
- Momignies - Anor (France) le 15 mars 1868.

Cette ligne eut un rôle militaire important pendant les deux guerres mondiales, mais la réduction de son trafic entraîna sa fermeture au trafic voyageur le 15 novembre 1953 (Chimay - Anor) et le 13 septembre 1964 (Mariembourg - Chimay). La section de Mariembourg à Hastière, ne voyant plus passer le moindre train, est démantelée en 1978.
En 1978, le CFV3V (Chemin de Fer à Vapeur des Trois Vallées) débute une desserte touristique entre Mariembourg et Chimay.
En l'an 2000, cette ligne est définitivement mise hors service entre Mariembourg et Momignies.
Fin 2010, le démontage de la section Mariembourg - Chimay a été entamé. De ce fait, la ligne est définitivement condamnée.
Depuis la mi-2011, la section Momignies - Anor (France) est également abandonnée.
En 2023, des travaux ont lieu pour transformer l'ancienne ligne de chemin de fer en "RAVeL" (voie lente) entre la gare de Mariembourg et la Route national 5 dans un premier temps (il est prévu normalement d'en faire la totalité).

## Histoire de la ligne 154
La ligne 154 Dinant - Heer-Agimont - Givet (France) de 22 km (dont 4 en territoire français) a été mise en service le 5 février 1863 par la Compagnie du Nord-Belge et fut nationalisée en 1940. Elle suit les méandres de la Meuse et dessert également les localités de Waulsort, Hastière (où les croisements de trains ont lieu) et Hermeton-sur-Meuse.
Le CFV3V assure l'exploitation de la ligne à partir du 26 mai 1990, depuis le dépôt aménagé en gare de Heer-Agimont.
L'exploitation touristique de cette ligne est arrêtée depuis le 11 novembre 2000.